# Lerchenfenster

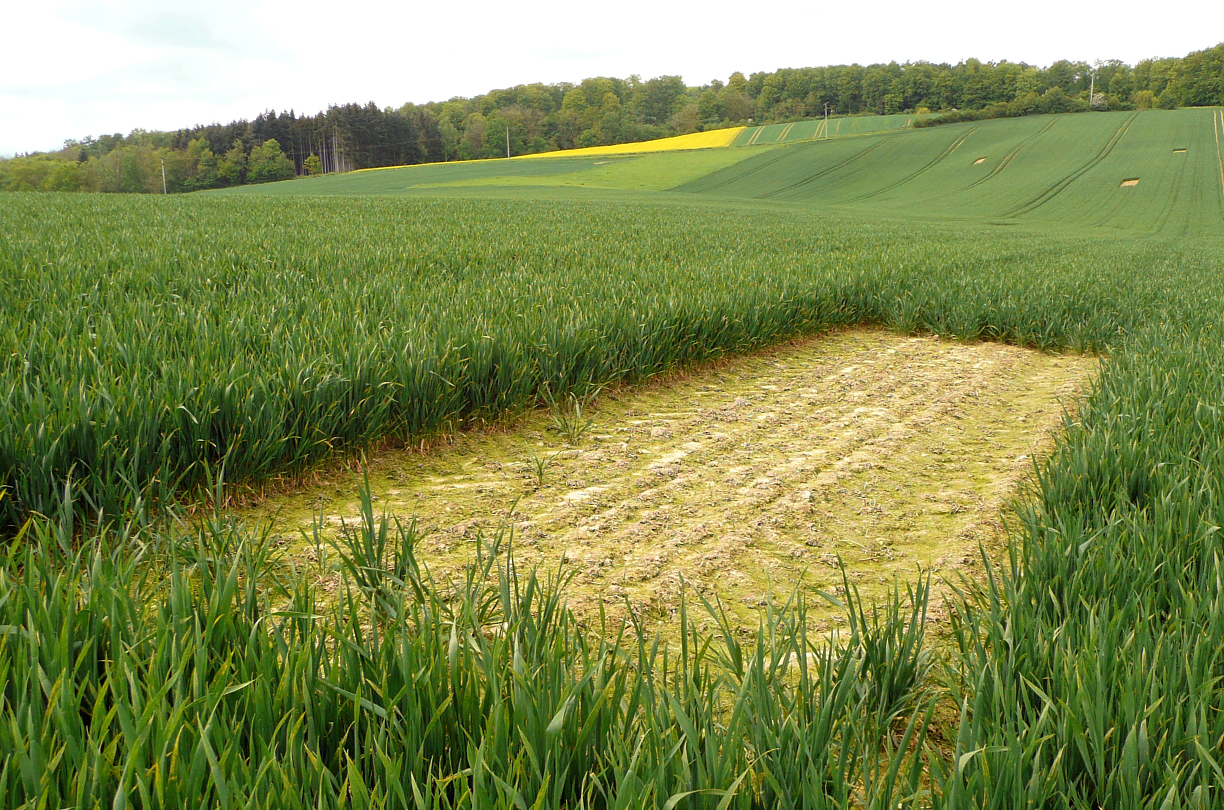
Lerchenfenster in einem Getreidefeld

Lerchenfenster sind kleine, vegetationsfreie Flächen auf Feldern, die als Artenhilfsmaßnahme für Feldlerchen künstlich angelegt werden. Die Vögel nutzen die Freiflächen als Lande-, Brut- und Futterplätze. Die bewuchsfreien Stellen werden von Landwirten während der Aussaat durch das Anheben der Sämaschine oder später durch mechanisches Freistellen, wie Grubbern, erzeugt.

## Beschreibung

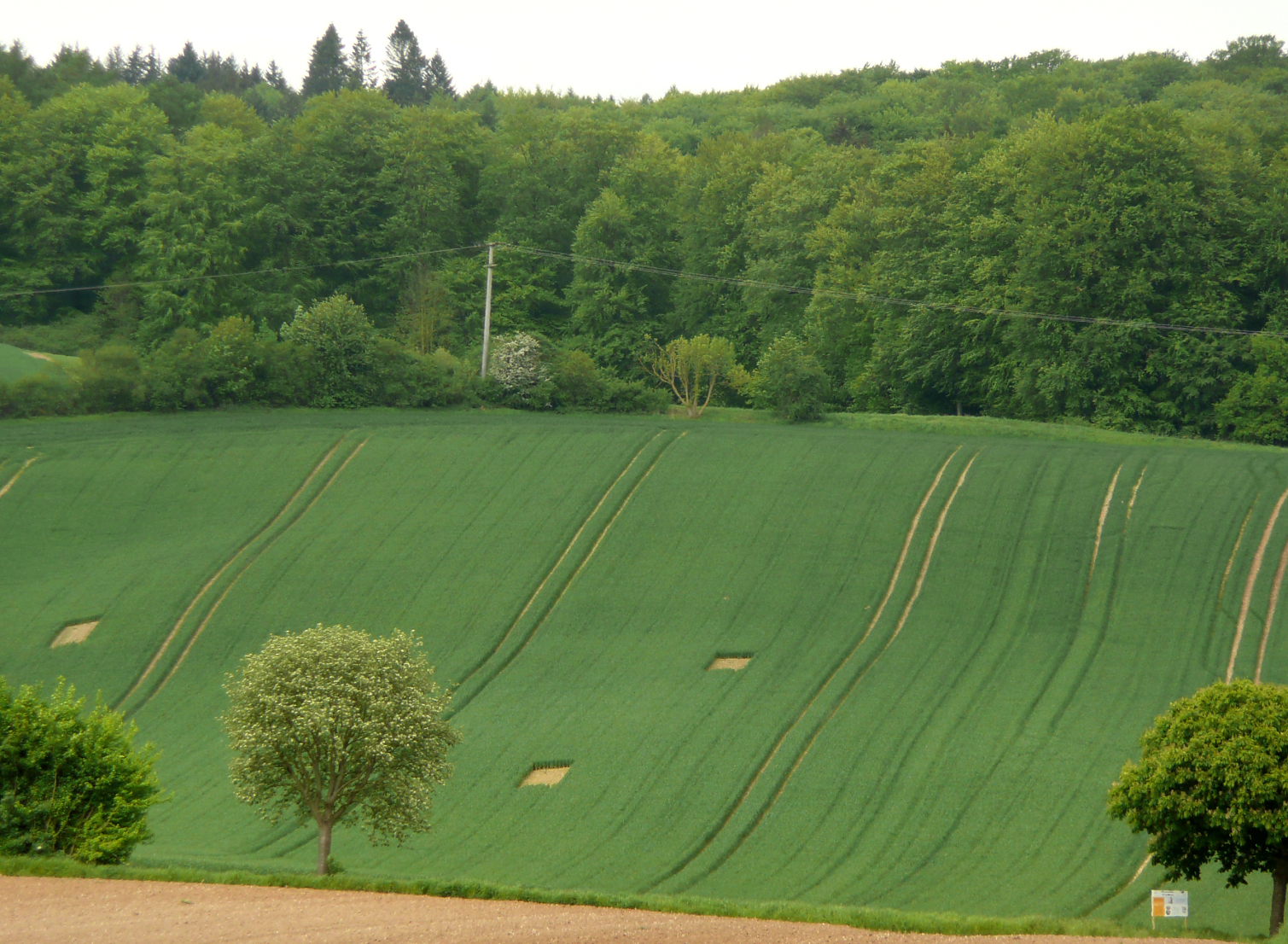
Drei Lerchenfenster in einem Feld

Feldlerchen sind Bodenbrüter und suchen sich Felder mit lichten Stellen zur Anlage von Nestern. Auf intensiv genutzten Flächen stehen Feldkulturen meist sehr dicht, wodurch die Vögel keinen freien Landeplatz haben. Wenn Lerchenfenster vorhanden sind, legen Feldlerchen ihre Bodennester gern in deren Nähe an. Sie nutzen die kleinen Freiflächen als Landebahn, um von dort zu ihrem Nestversteck zu gelangen. 
Landwirtschaftsmedien und Naturschutzverbände geben folgende Empfehlungen zur Anlage von Lerchenfenstern. Pro Hektar Ackerfläche sind zwei circa 20 m² große Lerchenfenster ausreichend. Sie sollten Abstand zu landwirtschaftlichen Fahrgassen haben, um zu verhindern, dass Füchse auf diesem Wege die Freiflächen finden. Es wird empfohlen, mindestens 25 Meter Abstand zum Feldrand und mindestens 50 Meter zu Bäumen, Gebäuden und Strommasten einzuhalten, da Greifvögel diese Strukturen als Jagdansitz nutzen. Lerchenfenster können in verschiedenen Feldkulturen angelegt werden, wie Raps, Mais und Getreide, wobei sie am effektivsten im Wintergetreide sind. Für Landwirte beträgt die Ertragseinbuße durch Ernteausfall rund fünf Euro pro Lerchenfenster. Die Landesjägerschaft Niedersachsen fördert Landwirte mit einer Ausfallentschädigung in Höhe von 10 Euro pro Lerchenfenster. Von der Artenhilfsmaßnahme für Feldlerchen profitieren auch bedrohte Tierarten, wie Rebhühner und Feldhasen.
Die Idee, Lerchenfenster durch vegetationsfreie Stellen anzulegen, stammt von Landwirten und Naturschützern in Großbritannien. Dort betreibt die Naturschutzorganisation Royal Society for the Protection of Birds (RSPB) in der Nähe der Universitätsstadt Cambridge die Hope Farm. Bei der Übernahme der ursprünglich konventionell betriebenen Farm durch die RSPB im Jahr 2000 brüteten 10 Lerchenpaare auf den farmeigenen Feldern. Durch die Anlage von Lerchenfenstern waren es 2017 bereits 35 Lerchenpaare. Dortige Untersuchungen ergaben, dass bei zwei Lerchenfenstern pro Hektar die Vögel 50 Prozent mehr Küken aufzogen als auf normal bewachsenen Feldern und sich so der Bruterfolg von Feldlerchen deutlich steigern ließ.